# Goldsworthy
Goldsworthy – dawne miasto w Australii, w północnej części stanu Australia Zachodnia, w hrabstwie East Pilbara, położone ok. 30 km na południe od wybrzeża Oceanu Indyjskiego.
Miasto założone zostało w 1965 roku w sąsiedztwie góry Mount Goldsworty, na obszarze której znajdowały się znaczne złoża żelaza, odkryte już w 1861 roku przez Francisa Thomasa Gregory'ego. Przez miasto przebiegała linia kolejowa łącząca je z miastem Port Hedland, gdzie trafiało wydobywane żelazo, które następnie eksportowano. W szczytowym okresie Goldsworthy liczyło ok. 4000 mieszkańców. Na początku lat 90. XX wieku zasoby rudy wyczerpały się, w związku z czym kopalnię odkrywkową zalano wodą, a miasto zlikwidowano. Do nielicznych pozostałości po nieistniejącym mieście należą ślady po dawnym układzie ulic.